# Villiers-au-Bouin

Villiers-au-Bouin este o comună în departamentul Indre-et-Loire, Franța. În 1 ianuarie 2022 avea o populație de 735 de locuitori.